# Albert Perikel
Albert Perikel (né le 3 mai 1913 à Thiméon et mort le 9 août 1989 à Lobbes) est un coureur cycliste belge, professionnel de 1936 à 1940, puis de nouveau de 1946 à 1947. Le déclenchement de la Seconde Guerre mondiale compromet de manière irréversible le développement de sa carrière.  Il est particulièrement performant dans les classiques ardennaises, où il  a été en mesure de recueillir les meilleurs résultats de sa carrière : troisième de la Flèche wallonne en 1937 et en 1939 et aussi la deuxième place dans le Grand Prix de Fourmies en 1937 derrière Gabriel Dubois.
Il participe, dans les rangs de l'équipe B belge, au Tour de France 1939, et se classe à la vingt-et-unième place, après avoir été à plusieurs reprises parmi les dix premiers des étapes.

## Palmarès
- 1937
  - 2e du Grand Prix de Fourmies
  - 3e de la Flèche wallonne
  - 7e de Liège-Bastogne-Liège
- 1939
  - 3e de la Flèche wallonne

## Résultats sur les grands tours

### Tour de France
- 1939 : 21e